# Jan Wyżykowski

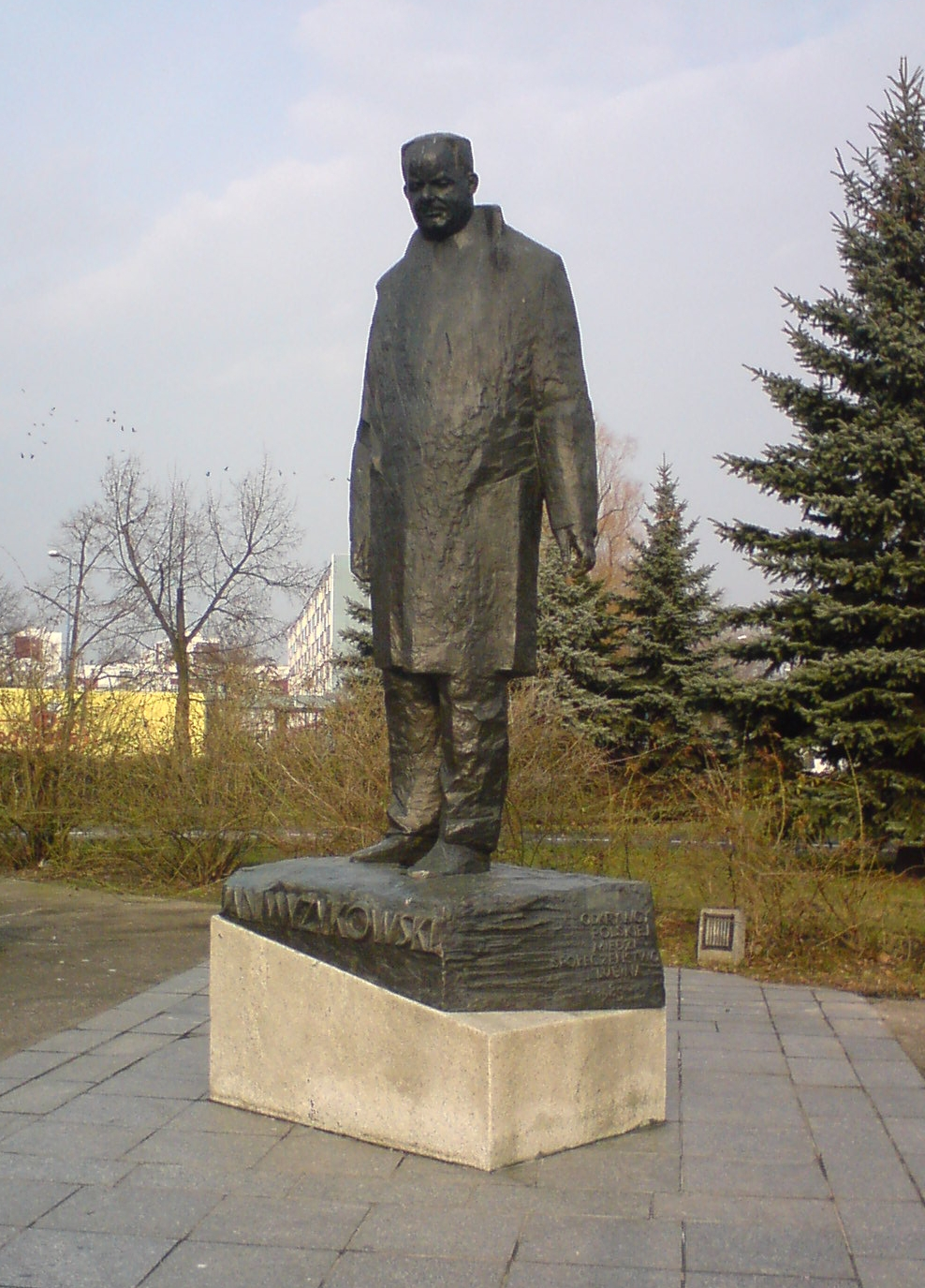
Jan-Wyżykowski-Denkmal in Lubin

Jan Wyżykowski (* 31. März 1917 in Haczów; † 29. Oktober 1974 in Warschau) war ein polnischer Geologe, Bergbauingenieur und Spezialist für die Geologie von Kupfererzvorkommen.

## Lebenslauf
Jan Wyżykowski besuchte die Grundschule in seinem Heimatort. Danach lernte er zuerst im Gymnasium in Rozwadów, dann zog er nach Krakau und dort legte er 1936 sein Abitur im Jan-III-Sobieski-Liceum (Liceum bedeutet Allgemeinbildendes Gymnasium, entspricht der gymnasialen Oberstufe) ab.
Für kurze Zeit besuchte er ein theologisches Seminar und lernte auch Operngesang bei Bronisław Romaniszyn. Seine musikalische Ausbildung wurde durch eine Halskrankheit unterbrochen und später studierte er Philosophie an der Jagiellonen-Universität, was durch den Ausbruch des Zweiten Weltkriegs unterbrochen wurde. Während der Besatzung Polens arbeitete er in der Sozialversicherungsanstalt in Krakau.

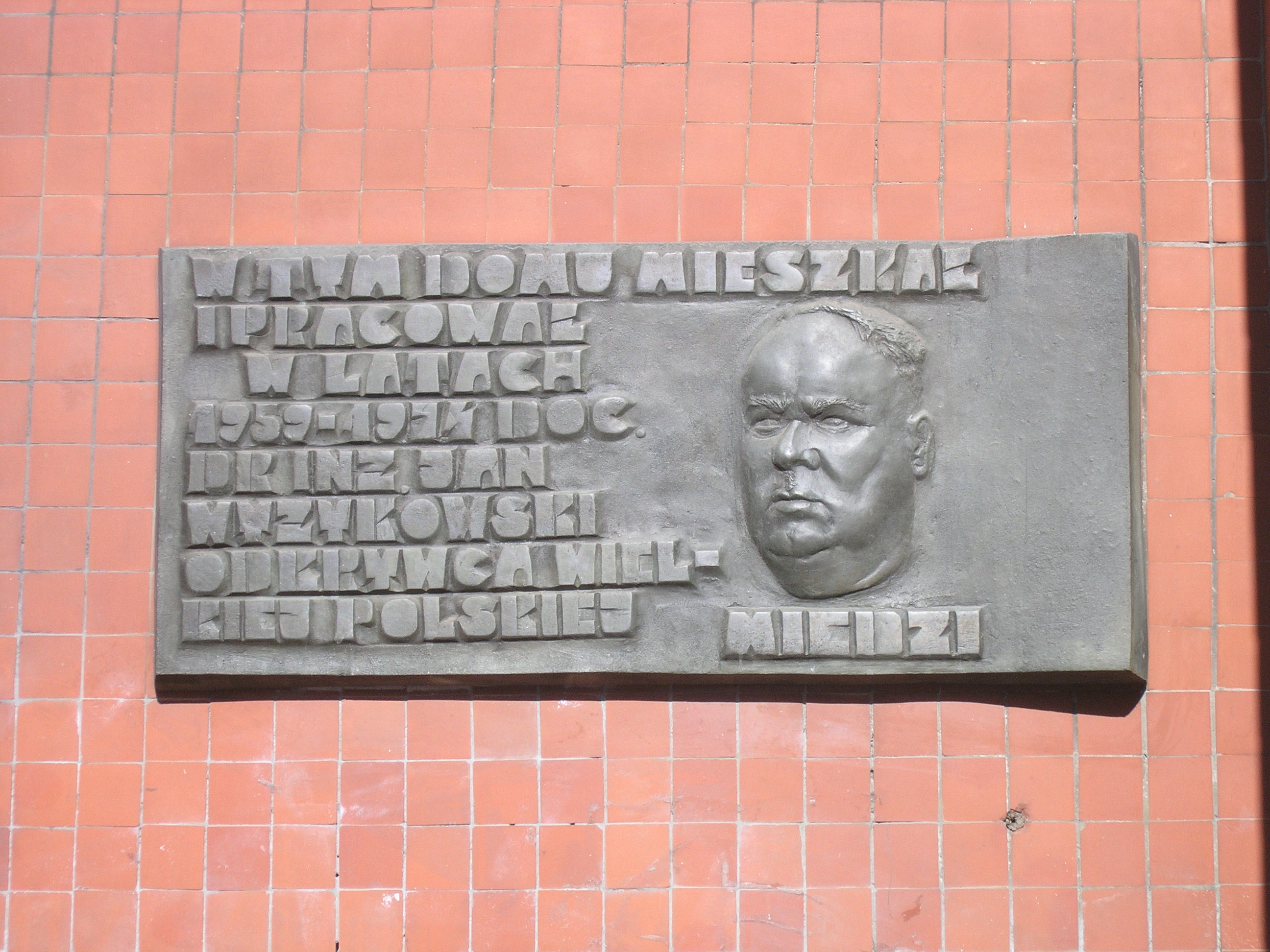
Gedenktafel für Ingenieur Jan Wyżykowski am Mietshaus an der Chmielna-Straße 32 in Warschau. Wyżykowski wohnte hier in den Jahren 1959–1974.

Nach dem Krieg studierte er an der AGH Wissenschaftlich-Technischen Universität (Akademia Górniczo-Hutnicza) in Krakau. Zur gleichen Zeit begann er 1948 in der Bytomer Vereinigung der Kohleindustrie (Bytomskie Zjednoczenie Przemysłu Węglowego) zu arbeiten, zunächst als Assistent, später als Verkehrsmanager in Steinkohlebergwerken Łagiewniki und daraufhin Radzionków. Dort sammelte er Materialien zur Technologie und Verarbeitung von Steinkohle, 1950 auf der Grundlage der Arbeit Erörterung des Problems der Zweckmäßigkeit des Baus eines Zentralwäschers für Kohle aus den Minen „Radzionków”, „Andaluzja” und „Julian” aufgrund der Größe des Konzentrat-Aufschlusses und der Menge von Kohle („Rozpatrzenie problemu celowości budowy centralnej płuczki dla węgla z kopalń „Radzionków”) erhielt Wyżykowski den Titel eines Bergbauingenieurs und einen Masters in technischen Wissenschaften.
Anfang 1951 wurde er ans Nationale Institut für Geologie in die Abteilung für Erze versetzt, wo er in Niederschlesien nach Kupfererzvorkommen suchte. In den Jahren von 1951 bis 1954 forschte er in der Innersudetischen Senke in der Nähe von Kamienna Góra - Okrzeszyn und danach auf dem Gebiet zwischen Głuszyca und Słupiec. Er entdeckte dort lokale Lagerstätten von Kupfererz in karbonat-bituminösen Schiefern des Rotliegendes. Wyżykowski fasste diese Forschung in seinen Abhandlungen „Über das Vorkommen von Kupfer in der Innersudetischen Senke und den vorbereitenden Entdeckungsarbeiten nach Kupfererze im Gebiet Nowa Ruda, die von der Abteilung für Erzlagerstätten des Geologischen Instituts in den Jahren von 1952 bis 1954 durchgeführt wurden” (“O występowaniu miedzi w niecce śródsudeckiej oraz wstępnych pracach poszukiwawczych za rudami miedzi w rejonie Nowej Rudy prowadzonych przez Zakład Złóż Kruszców Instytutu Geologicznego w latach 1953–1954”) und „Frage des Kupfervorkommens in der Innersudetischen Senke” (Zagadnienie występowania miedzi w utworach niecki śródsudeckiej”) zusammen. 1954 wurde ihm auf Beschluss des Wissenschaftlichen Beirats des Geologischen Instituts der Titel eines Assistant Professors verliehen.
In den Jahren von 1951 bis 1952 beteiligte er sich an der Entwicklung der Entwässerung der Konrad-Mine in der Nähe von Złotoryja unter der Leitung von Professor Roman Krajewski.
Anschließend suchte er nach Kupfererzvorkommen in der Vorsudetischen Monokline (monoklina przedsudecka). Die ersten Bohrungen, die auf einer seismischen Untersuchung von schlechter Qualität beruhten, waren erfolglos. Erst mit dem Bohrloch in Sieroszowice am 23. März 1957 stieß er in den liegenden Zechstein-Schichten bei einer Tiefe von 656 Meter tief auf Kupfer in der Qualität von industrieller Bedeutung. Einige Monate später (am 9. August 1957) stieß er in einem zweiten Bohrloch in der Nähe von Lubin auf Kupfererz von ähnlich guter Qualität. Wyżykowski setzte diese Entdeckungen fort und 1959 dokumentierte das größte Kupfererzvorkommen in Europa und eins der größten der Welt Lubin-Sieroszowice.
In den folgenden Jahren setzte er seine Suche in der Vorsudetischen Monokline fort. 1964 entwickelte er Das Hauptprojekt zur Suche nach Kupfervorkommen (Generalny projekt poszukiwań złóż miedzi). Die Umsetzung dieses Projekts ermöglichte es ihm im Jahre 1971 die voraussichtlichen Kupfererzvorkommen nördlich der Lagerstätte bei einer Tiefe von 1200 bis 1500 Metern zu berechnen.
1965 erhielt er auf der Grundlage seiner wissenschaftlichen Arbeit Frage der Kupferträgigkeit des Zechsteins im Hinblick auf die geologische Struktur des Vorsudetischen Gebiets („Zagadnienie miedzionośności cechsztynu na tle budowy geologicznej strefy przedsudeckiej”) den Doktortitel in Naturwissenschaften und begann am Geologischen Institut als unabhängiger Wissenschaftler zu arbeiten. 1973 wurde er Dozent an diesem Institut.
1974 entwarf er zusammen mit seinem Team Das Projekt zur Suche nach Zechstein-Kupfererzen auf dem Gebiet des westlichen Teils der Vorsudetischen Monokline, der Perikline Żar und der Nordsudetischen Senke („Projekt poszukiwań cechsztyńskich rud miedzi na obszarze zachodniej części monokliny przedsudeckiej, perykliny Żar i niecki północno-sudeckiej”). Der plötzliche Tod hinderte ihn daran, diese Tätigkeiten fortzusetzen.
Wissenschaftliche Werke von Jan Wyżykowski umfassen etwa 30 Veröffentlichungen und über 20 archivierte Arbeiten.
Er erhielt viele staatliche Auszeichnungen, darunter das Offizierskreuz des Ordens der Wiedergeburt Polens (Krzyż Oficerski Orderu Odrodzenia Polski) im Jahre 1959 und den Orden des Banners der Arbeit erster Klasse (Order Sztandaru Pracy I klasy) im Jahre 1970. Überdies erhielt er die Medaille des 30. Jahrestages der Volksrepublik Polen (Medal 30-lecia Polski Ludowej), die Verdienstmedaille für die Landesverteidigung (Medal „Za zasługi dla obronności kraju”), die Millennium-Auszeichnung des
polnischen Staates (Odznakę 1000-lecia Państwa Polskiego), die Medaille des Bergbaus zum 1000. Jahrestag des polnischen Staates sowie die Auszeichnung des verdienten Aktivisten der Bergarbeitergewerkschaft, die goldene Auszeichnung der Vereinigung der Bergbauingenieure und -techniker, die goldene Auszeichnung des Verdientes für Niederschlesien, die Auszeichnung des verdienten Arbeiters der sozialistischen Arbeit und die Auszeichnung des Verdienten fürs Geologischen Institut. Er erhielt auch den Orden Bryły: eine symbolische Auszeichnung der Zeitungsbeilage Życie i Nowoczesność, die für Talent und Charakter verliehen wird. Am 27. September 1972 wurde Wyżykowski zum Ehrenbürger der Stadt Lubin ernannt.
1966 wurde er für seine Beteiligung an der Entdeckung der Kupfererzlagerstätte Lubin-Sieroszowice und an der Entwicklung der ersten geologischen Dokumentation dieser Lagerstätte mit dem Staatlichen Gruppen-Preis ersten Grades (zespołowa Nagroda Państwowa I stopnia) im Bereich Geologie, Bergbau und Energetik ausgezeichnet.
Er wurde auf dem Powązki-Militärfriedhof in Warschau beigesetzt (Bezeichnung des Grabes: A35-4-4).

## Andenken
Zwei Jan-Wyżykowski-Schulen befinden sich in seinem Heimatort Haczów, es gibt auch Jan-Wyżykowski-Schulen in Krotoszyce, Glogau, Polkowice und Lubin. Seit März 2007 ist der Schacht der Mine Polkowice - Sieroszowice in der Nähe des Bohrlochs, in dem die Kupferlagerstätte in Lubin erstmals entdeckt wurde, nach Jan Wyżykowski benannt. In Lubin gibt es das Jan-Wyżykowski-Denkmal. Das Regionalmuseum in Brzozów präsentiert eine Ausstellung zum Leben und den wissenschaftlichen Werken von Jan Wyżykowski.
Die Universität in Polkowice ist nach Jan Wyżykowski benannt. Sie entstand aus dem Zusammenschluss der Berufsschule für Kupfergebiet in Lubin und der Niederschlesischen Universität für Unternehmertum und Technologie in Polkowice.

## Ausgewählte Veröffentlichungen
- Poszukiwanie rud miedzi na obszarze strefy przedsudeckiej. Przegląd Geologiczny, 1, Warschau 1958.
- Północno-zachodni zasięg krystalinikum przedsudeckiego i możliwości poszukiwań cechsztyńskich rud miedzi w tym rejonie. Prz. Geol. 4, Warschau 1961.
- Najnowsze wyniki badań geologicznych w rejonie Kożuchowa. Prz. Geol. 4, Warschau 1963.
- Utwory czerwonego spągowca na Przedgórzu Sudetów. Prz. Geol. 7/8, Warschau 1964.
- Zagadnienie miedzionośności cechsztynu na tle budowy geologicznej strefy przedsudeckiej. Prace Instytutu Geologicznego. 1964.
- Kierunki poszukiwań złóż rud miedzi. Prz. Geol. 10, Warschau 1967.
- Cechsztyńska formacja miedzionośna w Polsce. Prz. Geol. 3, Warschau 1971.